# Арменски държавен педагогически университет
Арменският държавен педагогически университет „Хачатур Абовян“ (на арменски: Խաչատուր Աբովյանի անվան հայկական պետական մանկավարժական համալսարան) е арменско държавно висше учебно заведение в Ереван. Специализиран е в педагогика и подготовка на преподавателски кадри.

## История
Арменският държавен педагогически университет е основан на 7 ноември 1922 г., а от 1948 г. носи името на видния просветител и педагог Хачатур Абовян.
През първата година от създаването си университетът има 3 факултета, няколко десетки студенти и преподаватели. През 1923 г. университетът осигурява на първите завършили три години обучение. През следващите години институтът неколкократно се слива с университета, отделя се, преустройва и се подлага на съществени промени. През учебната 1932 – 1933 г. институтът има 5 факултета. В навечерието на Втората световна война се откриват нови факултети, дистанционни и вечерни отделения. През учебната 1944 – 1945 година Факултетът по природни науки е открит отново. През учебната 1946 – 1947 година в шестте факултета на института се обучават 1034 студенти. През 1948 г. в университета се открива нов Психолого-логически факултет, който функционира до 1955 – 1956 учебна година. През 1956 г. се създават нови катедри, преустроен е Психологически факултет, създава се Педагогически факултет с училищно-предучилищни катедри, дървообработващи и металообработващи работилници, създава се лаборатория за автомобили и селскостопански инструменти. През 1957 г. в университета е създадена лаборатория по проблемна психология.
Съвременният университет разполага с 10 факултета и повече от 50 катедри, като подготвя специалисти не само за арменските училища в Република Армения, но и за Нагорни Карабах и диаспората.
Арменският държавен педагогически университет осъществява различни програми за обмен както за студенти, така и за преподаватели, участва в международни проекти, организира международни конференции, семинари, форуми. Той е водещият университет в страната, който подготвя компетентни и квалифицирани учители и учители от общообразователни училища. Университетът прилага тристепенна образователна система (бакалавърска, магистърска, следдипломна) в 60 различни специалности, отличава се с ефективни методи на преподаване и образователни технологии, разполага с висококвалифициран академичен състав, оборудван е с модернизирано оборудване и технологични устройства.

## Структура
Университетът има десет факултета:
- Филологически
- История и юриспруденция
- Начално образование
- Биология, химия и география
- Психология на образованието и социология
- Чужди езици
- Математика, физика и информатика
- Художествено образование
- Специално образование
- Култура

На 11 май 2004 г. е основан историческият музей на Арменския държавен педагогически университет. Той е активен образователен и културен център, който реализира различни програми и събития за публика от различни възрасти, активно си сътрудничи с редица институции, които извършват подобни дейности.